# Computerspiel-Remake
Remakes von Computerspielen sind eine Form der überarbeiteten Neuauflage früherer Computerspielveröffentlichungen. Zu unterscheiden sind Remakes von sogenannten Remaster-Fassungen, die das Originalspiel weniger stark verändern. Ebenfalls abzugrenzen ist der Reboot einer Serie oder eines Franchise. Unlizenzierte Computerspiel-Klone werden umgangssprachlich mitunter ebenfalls als Remakes bezeichnet. Dazu zählen bspw. Fangames, die oft als Hommage verstanden werden können. Das Gegenteil können Demakes darstellen, die ein Spiel auf eine Plattform mit stärkeren technischen Einschränkungen portieren.
Remakes von Computerspielen sind Neuauflagen, die sich nahe an ihrer Vorlage orientieren, bei denen aber neuer Programmcode und Spieldateien (Grafik, Audio) überwiegen. Grundlegende Kernelemente des Originals – etwa das generelle Spielprinzip oder die Rahmenhandlung – bleiben dabei üblicherweise erhalten. können im Detail aber um neue Spielinhalte und umfangreiche Änderungen etwa an Grafik, den Gameplay-Mechaniken oder anderen Bereichen deutlich angepasst, ergänzt und erweitert werden. Die Änderungen können bspw. den vollständigen Wechsel der Game-Engine mitsamt grundlegender Neuerstellung der Grafiken sein. Oftmals geht dies mit der Einführung umfangreicher Zugänglichkeitsoptionen sowie Anpassungen an neuere Bedienungs- und Spielgewohnheiten einher, meist um das Spiel an aktuelle Standards und Konsumentenerwartungen anzugleichen.